# Waldemar Wolff
Waldemar Hugo Wilhelm Wolff (* 3. März 1852 in Berlin; † 8. März 1889 ebenda) war ein deutscher Jurist und Politiker.

## Leben
Als Sohn des Bildhauers Wilhelm Wolff geboren, studierte Waldemar Wolff nach dem Besuch eines Berliner Gymnasiums Rechtswissenschaften in Jena. Während seines Studiums trat er 1872 in die Burschenschaft Germania Jena ein, deren Ehrenmitglied er wurde. Nach seinem Studium wurde er Rechtsanwalt in Fürstenwalde und später in Berlin. Von 1882 bis 1889 war er für die Konservative Partei als Abgeordneter des Wahlkreises Potsdam 9 (Teltow, Beeskow-Storkow, Stadtkreis Charlottenburg) Mitglied des Preußischen Abgeordnetenhauses. 1887 trat er als Reichstagskanditat gegen Rudolf Virchow an, konnte den Wahlkreis aber nicht gewinnen.